# My First Love (film, 1988)
Pour plus de détails, voir Fiche technique et Distribution.
My First Love est une comédie romantique pour la télévision de 1988 réalisée par Gilbert Cates.

## Synopsis
Une veuve entre en relation avec un médecin divorcé.

## Fiche technique
Genre : comédie romantique